# Pemango
Pemango is een bestuurslaag in het regentschap Bener Meriah van de provincie Atjeh, Indonesië. Pemango telt 395 inwoners (volkstelling 2010).